# Mopsfledermaus
Die Mopsfledermaus (Barbastella barbastellus), verdeutlichend auch Westliche Mopsfledermaus genannt, gehört innerhalb der Fledermäuse zu den Glattnasen und ist leicht von anderen europäischen Arten zu unterscheiden.

## Merkmale
Die Größe beträgt zwischen 4,5 und 5,8 Zentimeter mit einer Spannweite von 26 bis 29 Zentimeter
bei einem Gewicht von 6 bis 13 Gramm. Ihren Namen bekam sie durch die mopsartige Schnauze. Ihr Fell und die Flughäute sind fast schwarz, die Bauchseite dunkelgrau. Zudem weisen Mopsfledermäuse weiße Spitzen auf dem Rücken auf, dadurch entsteht ein bereifter Eindruck. Die Ohren sind breit (trapezförmig) und an der Basis zusammengewachsen. Das bekannte Höchstalter ist ca. 22 Jahre.

## Ernährung und Jagdverhalten

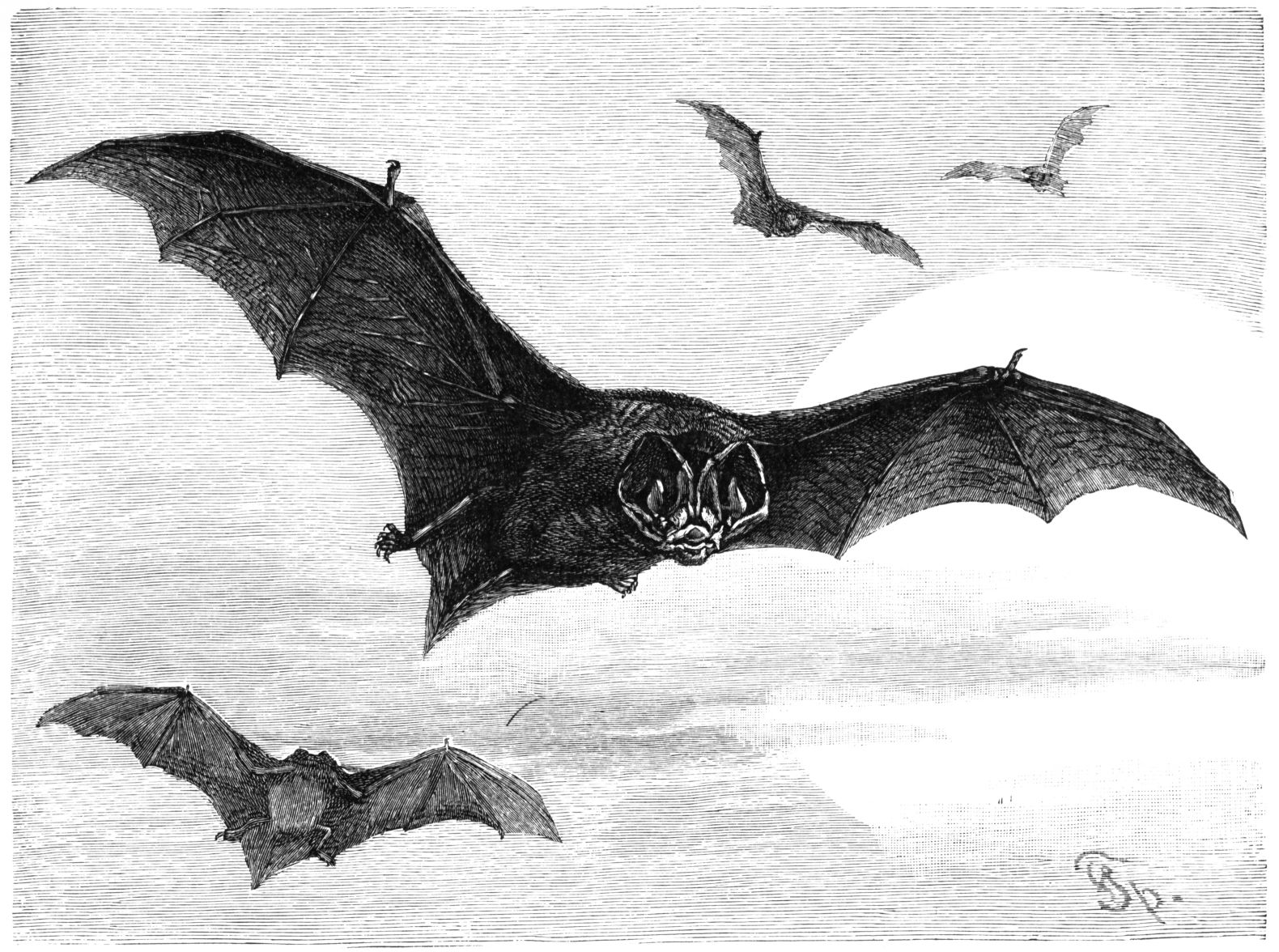
Zeichnung von Mopsfledermäusen

Die Aktivität der Mopsfledermaus beginnt in der frühen Abenddämmerung. Bereits ca. 30 min nach Sonnenuntergang fliegen die ersten Individuen aus ihrem Quartier aus, um auf Jagd zu gehen. Dabei finden die Ausflüge meist in rascher Reihenfolge statt. Die Mopsfledermaus wird der „Gilde“ der Randjäger (edge space areal forager) zugeordnet. Sie jagt meist in schnellem, wendigen Flug entlang der Vegetation (z. B. Waldrand, Waldwege), aber auch im Bereich der Baumkronen. Hierbei findet die Jagd unter anderem in hallenwaldartigen Beständen statt. Sowohl die Bereiche über als auch unter dem Kronendach werden genutzt. Dabei konnte eine Fluggeschwindigkeit von bis zu 36 km/h (10 m/s) dokumentiert werden.
Die Mopsfledermaus hat ein sehr enges Nahrungsspektrum, sie jagt vor allem nachtaktive Kleinschmetterlinge, wie z. B. Zünsler und Flechtenbären (s. a. Bärenspinner). Diese besitzen ein Tympanalorgan, welches die Rufe der Fledermäuse für die Insekten hörbar macht. Durch die Entwicklung einer speziellen Echoortung kann die Mopsfledermaus die Insekten jedoch überlisten, sie nutzt sehr leise Rufe („Flüsterrufe“). Im Flug sendet die Fledermaus zwei verschiedene Ortungslaute aus Mund und Nase, wobei vermutet wird, dass beide Signale unterschiedliche Aufgaben haben. Ruftyp 2 wird aus der Nase nach oben gerichtet ausgestoßen und könnte der Fledermaus zum Auffinden von Insekten dienen. Er liegt in einem Frequenzbereich von 45 bis 32 kHz. Der nach unten gerichtete, kürzere Ruftyp 1 (36 bis 28 kHz) aus dem Mund hilft ihr vermutlich dabei, sich in ihrer Umgebung zu orientieren. Es wird vermutet, dass die Entwicklung unterschiedlicher Ruftypen die geringe Reichweite der Rufe kompensiert. Neben den bereits genannten Beutetieren werden auch Mücken und andere Insekten gefressen, sofern sie einen weichen Körper besitzen, denn im Vergleich zu anderen Fledermausarten hat die Mopsfledermaus einen schwachen Kiefer.

## Ruheplätze

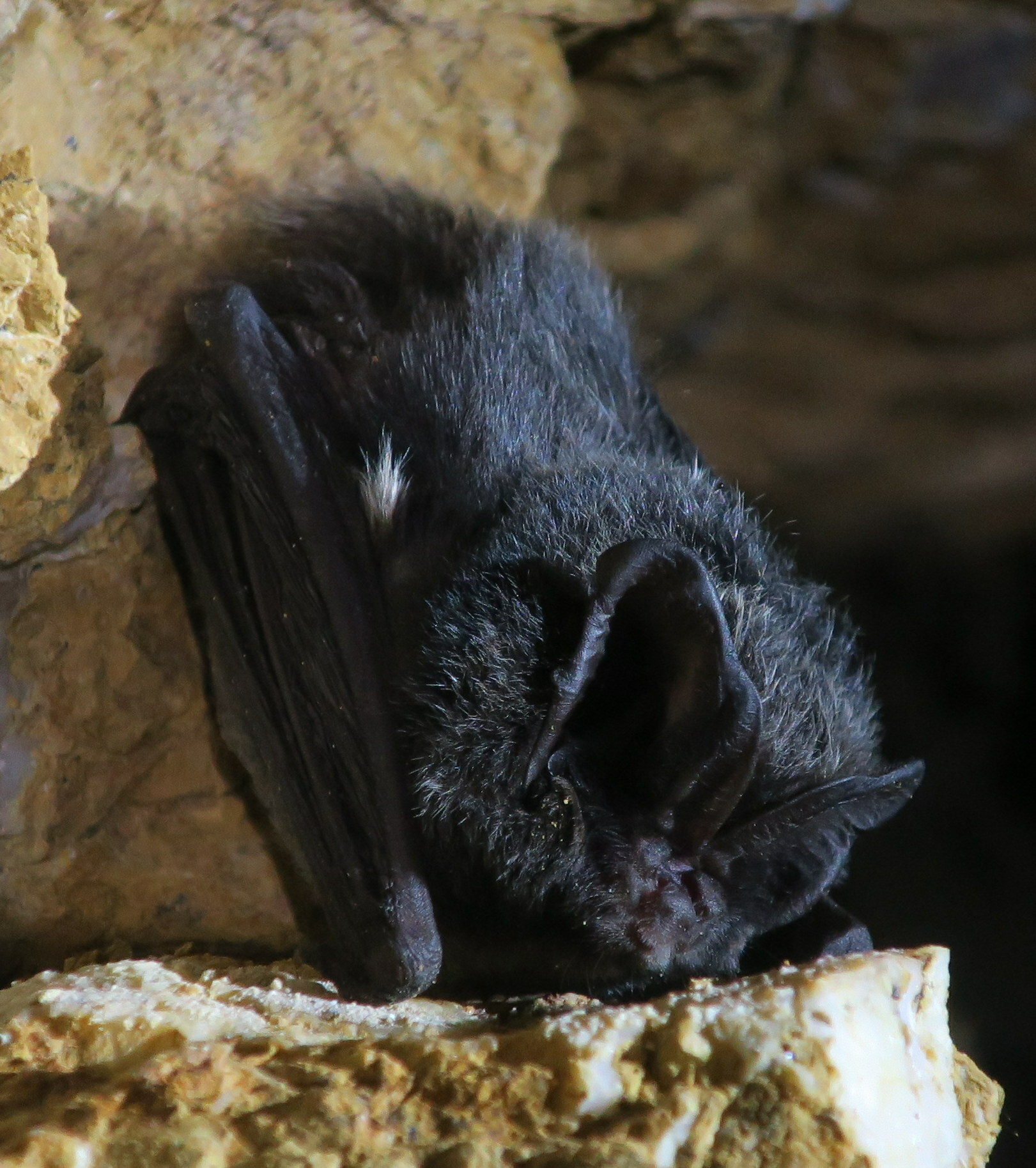
Mopsfledermaus im Winterschlaf

Die Quartiere der Mopsfledermaus befinden sich in der Regel in Wäldern. Hierbei werden insbesondere Verstecke hinter abstehender Rinde und in Spalten von Stammanrissen genutzt. Von geringerer Bedeutung sind dagegen Baumhöhlen. Am häufigsten nutzt die Fledermausart Quartiere in alten und totholzreichen Eichen- und Buchenwäldern. Daneben werden auch häufig Habitatbäume in jungen Eichenwäldern genutzt. Die Bestände, welche sich am Ende der Differenzierungsphase befinden, weisen in der Regel große Mengen an schwachem, stehendem Totholz auf. Neben den natürlichen Habitaten werden auch anthropogene Quartiermöglichkeiten wie z. B. Fledermaus-Flachkästen oder Fensterläden angenommen. Zudem nutzt die Mopsfledermaus in manchen Bundesländern Scheunen als Quartier. Belege hierfür liegen unter anderem aus Bayern und Brandenburg vor.
Eine Wochenstube von Mopsfledermäusen setzt sich im Regelfall aus 10 bis 20 Individuen zusammen. Die Fledermausart nutzt Quartiere nach dem fission-fusion-Prinzip; einige Individuen der Wochenstubengesellschaft übertagen in einem zweiten oder sogar dritten Habitatbaum. Entsprechend können bei einer Ausflugskontrolle nicht immer alle Individuen einer Wochenstube erfasst werden. Im Jahresverlauf kommt eine Vielzahl an Quartieren in Nutzung. In Waldbeständen wechseln Mopsfledermäuse im Durchschnitt alle 1–2 Tage die Quartierlokalität. In Gebäuden dagegen wird das Quartier in der Regel über das gesamte Sommerhalbjahr von der Wochenstube besiedelt. Die Mopsfledermaus ist ein sehr kälteresistentes Tier und bezieht ihre Winterquartiere erst bei starkem Frost. Dann bewohnt sie die Eingangsbereiche unterirdischer Plätze, wie Stollen, Gewölbe und Keller, bei zwei bis fünf Grad. Der kurze Winterschlaf findet von November bis Anfang März statt.

## Fortpflanzung und Geburt
Mopsfledermäuse erreichen bereits in ihrem ersten Jahr die Geschlechtsreife. Die Paarungen finden, wie bei allen heimischen Fledermausarten, im Frühsommer statt. Zwischen Juni und Juli werden ein bis zwei Junge geboren. Die Jungtiere werden bis ungefähr sechs Wochen nach der Geburt gesäugt.

## Verbreitung

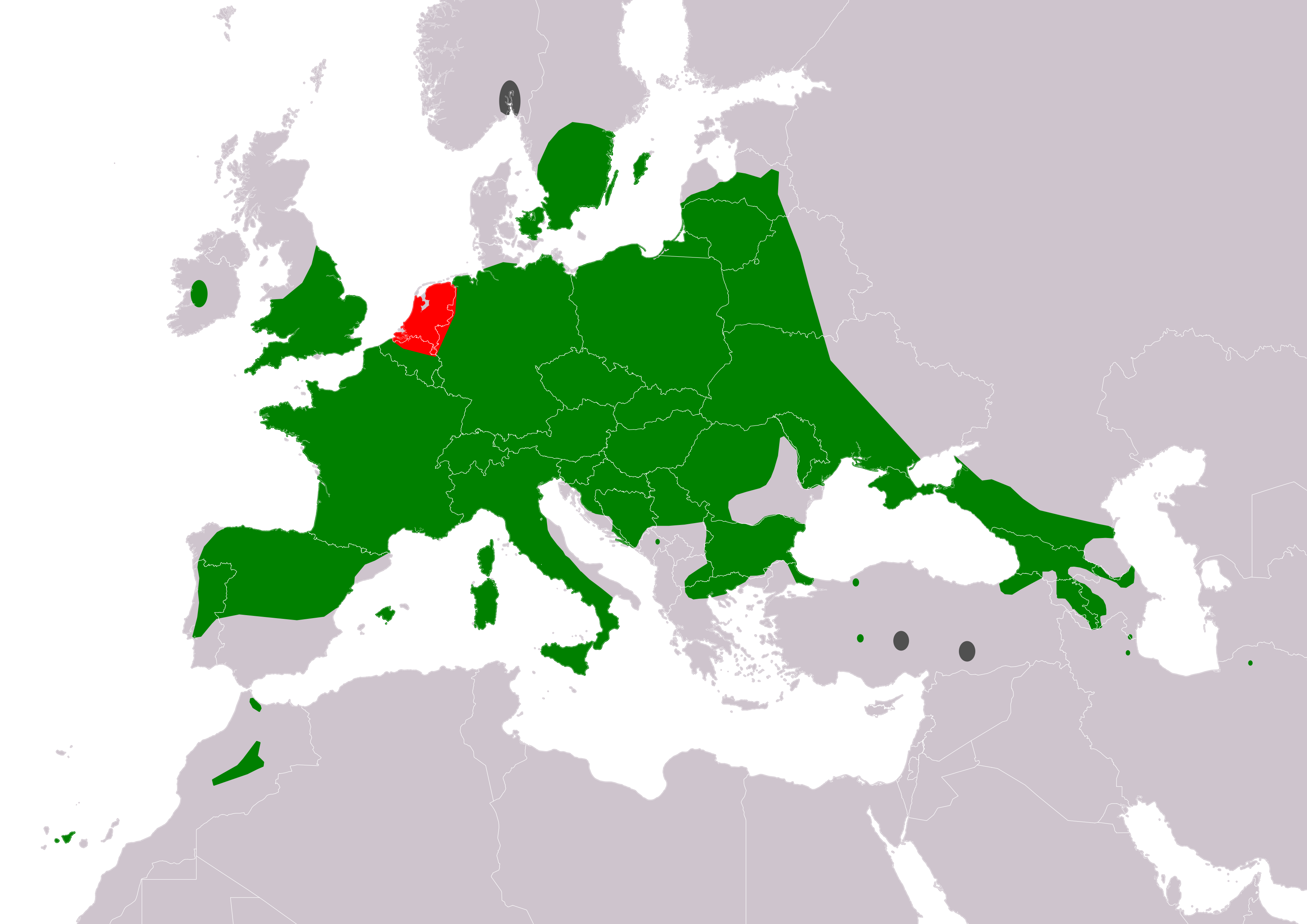
Verbreitung der Mopsfledermaus:
Ganzjähriges Vorkommen
Population erloschen
Vorkommen unsicher

Sie kommt in Europa und im Mittelmeerraum vor. In Deutschland sind mehrere Vorkommen der Mopsfledermaus aus den Bundesländern Bayern, Baden-Württemberg, Sachsen, Sachsen-Anhalt, Thüringen, Brandenburg, Mecklenburg-Vorpommern und Rheinland-Pfalz bekannt. Einzelnachweise stammen aus den Bundesländern Hessen, Niedersachsen, Nordrhein-Westfalen und Saarland. Hierbei darf nicht vergessen werden, dass es sich bei den Nachweisen häufig um einzelne, isolierte Vorkommen der Fledermausart handelt. Für Schleswig-Holstein liegen dagegen keine bekannten Vorkommen vor.

## Bedrohung und Schutz
Im Wesentlichen können zwei Aspekte genannt werden, welche für die Gefährdung der Mopsfledermaus verantwortlich sind. Die Fledermausart braucht vor allem alte und totholzreiche Wälder, um dort ihre Quartiere zu beziehen und die Jungen groß zu ziehen. Je intensiver die Wälder bewirtschaftet werden, desto geringer ist das Angebot an für die Mopsfledermaus geeigneten Quartieren. Ein weiterer Gesichtspunkt ist der hohe Einsatz von Insektiziden, welche die Nahrungsgrundlage, nachtaktive Kleinschmetterlinge sowie deren Entwicklungsstadien, beeinträchtigt. Da die Mopsfledermaus ein sehr enges Nahrungsspektrum nutzt, kann die Fledermausart nur auf wenige andere Nahrungsquellen ausweichen.
Die Mopsfledermaus wird von der Europäischen Union in den Anhängen II und IV der FFH-Richtlinie geführt und gilt somit als streng zu schützende Art von gemeinschaftlichem Interesse, für deren Erhalt besondere Schutzgebiete ausgewiesen werden müssen. In Deutschland ist die Mopsfledermaus als eine Verantwortungsart innerhalb der Nationalen Strategie zur biologischen Vielfalt der Bundesregierung eingestuft. Das Projekt zum Schutz der Mopsfledermaus hat ein Gesamtvolumen von 5,44 Millionen Euro. Zudem steht die Fledermausart auf der Roten Liste gefährdeter Arten, die IUCN listet sie als gefährdet (vulnerable). Die Mopsfledermaus wurde zur Fledermaus des Jahres 2020/2021 durch BatLife Europe gewählt. Damit möchte man auf die Probleme der Art und die Notwendigkeit von Schutzbemühungen hinweisen.
2020 wurde auf den Naturschutztagen in Radolfzell Minibatcorder, welche die Mopsfledermaus in einem Citizen-Science-Projekt automatisch erfassen, vorgestellt: Ab Frühjahr 2020 werden Mopsfledermaus-Detektive mit speziellen Aufnahmegeräten, die fünf Tage lang Mopsfledermausvorkommen auf den Ton-Aufnahmen nachweisen, tätig.

## Philatelistisches
Mit dem Erstausgabetag 1. August 2019 gab die Deutsche Post AG in der Serie Für die Jugend ein Postwertzeichen im Nennwert von 155 + 55 Eurocent mit dem Abbild der Mopsfledermaus heraus. Der Entwurf stammt vom Grafiker Thomas Serres aus Hattingen.